# Георг Херман Райнхард (Вид)
Георг Херман Райнхард фон Вид (на немски: Georg Hermann Reinhard von Wied; * 9 юли 1640 в Зеебург; † 7 юни 1690 в замък Алтвид в Нойвид) е граф на Вид.

## Произход
Той е най-възрастният син на граф Фридрих III фон Вид (1618 – 1698) и първата му съпруга графиня Мария Юлиана фон Лайнинген-Вестербург (1616 – 1657), вдовица на граф Филип Лудвиг фон Лайнинген-Вестербург (1617 – 1637), дъщеря на граф Райнхард III фон Лайнинген-Вестербург (1574 – 1655) и Анна фон Золмс-Лих (1575 – 1634). По-малкият му полубрат е Фридрих Вилхелм фон Вид-Нойвид (1684 – 1737).
Георг Херман Райнхард умира на 7 юни 1690 г. на 49 години в замък Алтвид в Нойвид.

## Фамилия
Първи брак: през 1670 г. с Анна Тражектина ван Бредероде († 23 февруари 1672), дъщеря на граф Йохан Волфарт ван Бредероде (1599 – 1655) и първата му съпруга графиня Анна Йохана фон Насау-Зиген (1594 – 1636), дъщеря на граф Йохан VII фон Насау-Зиген (1561 – 1623). Те нямат деца.
Втори брак: между 23 февруари и 31 декември 1672 г. или през 1676 г. с графиня Йохана Елизабет фон Лайнинген-Вестербург (* 27 януари 1659; † 27 март 1708), дъщеря на граф Георг Вилхелм фон Лайнинген-Вестербург (1619 – 1695) и графиня София Елизабет фон Липе-Детмолд (1626 – 1688), дъщеря на граф Симон VII фон Липе-Детмолд (1587 – 1627). Те имат децата:
- София Сабина (1677 – 1710), омъжена на 25 август 1698 г. във Валденбург за граф Георг Алберт фон Шьонбург-Хартенщайн (1673 – 1716)
- Фридрих Вилхелм (1678 – 1678)
- Йохан Фридрих Вилхелм (1680 – 1699)
- Максимилиан Хайнрих (1681 – 1706), убит в дуел, женен на 29 август 1704 г. в Детмолд за графиня София Флорентина фон Липе-Детмолд (1683 – 1758)
- Август (1683 – млад)
- Карл фон Вид (1684 – 1764), женен на 8 февруари 1707 г. в Шаумбург за графиня Шарлота Албертина фон Липе-Детмолд (1674 – 1740)
- Кристиан (1687 – 1754), женен на 2 ноември 1722 г. за графиня Регина Юстина фон Ауершперг (1676 – 1749)
- Георг Вилхелм (1689 – 1689)
- Вилхелмина Ернестина (1682 – 1754), монахиня в Кведлинбург
- Анна Сибила (1686 – 1722), омъжена на 28 август 1715 г. за граф Христиан Зигисмунд фон Вурмбранд-Щупах (1673 – 1737)
- София Амалия (1690 – 1761), омъжена 1713 г. за граф Христоф Хайнрих фон Щайн († 1731)

Вдовицата му Йохана Елизабет фон Лайнинген-Вестербург се омъжва втори път 1692 г. за граф Дитрих Адолф фон Метерних-Винебург и Байлщайн († 1695).